# Daljnovod
Daljnovod (tudi nadzemni električni vod) je struktura, ki je del električnega omrežja, namenjena prenosu električne energije na večje razdalje. V primeru, če je električni vod vkopan v zemljo in je tako podzemni električni vod, se imenuje kablovod.

## Delitev
Glede na električno napetost daljnovode delimo na tri skupine:
- nizkonapetostni vodi (NN), ki ne presegajo napetosti 1000 voltov (ponavadi so napetosti 400 voltov),
- srednjenapetostni vodi (SN), ki imajo napetost od 10 do 35 kV ter
- visokonapetostni vodi (VN), ki imajo napetost od 110 do 400 kV.

Visokonapetostni vodi so del prenosnega omrežja, ki povezuje elektrarne z razdelilnimi transformatorskimi postajami, pri čemer so uporabljeni tudi za meddržavni prenos električne energije. Srednjenapetostni vodi zagotavljajo prenos električne energije med razdelilnimi transformatorskimi in transformatorskimi postajami, mozemedtem ko nizkonapetostni vodi povezujejo transformatorske postaje s priključnimi mesti porabnikov električne energije. 
Glede na število tokokrogov, ki se nahajajo na daljnovodu, se slednji delijo na:
- enosistemske (enotokokrožne) ali
- dvosistemske (dvotokokrožne) daljnovode.

## Sestava
Daljnovod je gradbeni objekt, ki je sestavljen iz naslednjih glavnih delov:
- temeljni del stebra (tudi podpora), ki je vkopan v zemljo;
- kovinski steber, ki se deli na:
  - (spodnje) telo stebra in
  - zgornji del stebra
  - vrh stebra (tu se nahaja ozemljitveni vodnik).

Stebri so delijo glede na:
- uporabljen material (les, jeklo, armirani beton, aluminij, iz več materialov),
- razporeditev vodnikov (trikovna, portalna, strehasta, mačka, smreka, sod, dvojna trikotna),
- obremenitve (nosilni ali napajalni) in
- funkcijo (linijski, kotni, križni, končni napenjalni).